# Crassula alata
Crassula alata ist eine Pflanzenart der Gattung Dickblatt (Crassula) in der Familie der Dickblattgewächse (Crassulaceae). 

## Beschreibung
Crassula alata ist eine kleine, einjährige, aufrechte, verzweigte, kahle Pflanze, die Wuchshöhen von bis zu 12 Zentimeter erreicht. Die geflügelten, dünnen, stielrunden Triebe sind rötlich und weisen einen Durchmesser von bis zu 0,5 Millimeter auf. Die weißen Laubblätter sind sitzend. Ihre lanzettliche Blattspreite ist 3 bis 7 Millimeter lang und 1 bis 2 Millimeter breit. Sie ist zugespitzt und trägt ein Dornenspitzchen. Die Basis von gegenüberstehenden Blättern bildet eine nicht ausgesackte, bis zu 0,5 Millimeter hohe Scheide.
Der Blütenstand ist traubig, beblättert und auf zwei Blüten je Blattachsel reduziert.  Die drei- bis vierzähligen Blüten stehen an bis zu 4 Millimeter langen Blütenstielen. Ihre blassgrünen, lanzettlichen, an der Basis verwachsenen Kelchblätter sind bis zu 1,5 Millimeter lang und 0,2 Millimeter breit. An der Spitze tragen sie weiße Borsten. Die häutigen, weißen, schmal eiförmigen, zugespitzten Kronblätter sind 0,8 Millimeter lang und 0,3 Millimeter breit. Die  Staubfäden sind bis zu 0,5 Millimeter lang, die fast runden Staubbeutel gelb. Das schief verkehrt eiförmige, bis zu 0,7 Millimeter lange Fruchtblatt ist in den kurzen Griffel zusammengezogen. Je Fruchtblatt werden zwei Samen ausgebildet. Die gelbbraunen, längsrippigen Samen sind bis zu 0,4 Millimeter lang.
Die Chromosomenzahl beträgt 2n = ca. 90.

## Systematik und Verbreitung
Das Verbreitungsgebiet von Crassula alata erstreckt sich von Südeuropa bis in die Ukraine, über das Mittelmeergebiet nach Nord- sowie Nordostafrika und die Arabische Halbinsel bis nach Indien.
Die Erstbeschreibung als Tillaea alata durch Domenico Viviani wurde 1830 veröffentlicht. Anthony Peter Druce und  Alwin Berger stellten die Art 1930 in die Gattung Crassula. Es werden folgende Unterarten unterschieden:
- Crassula alata subsp. alata
- Crassula alata subsp. pharnaceoides (Fisch. & C.A.Mey.) Wickens & M.Bywater.

## Nachweise